# Tampa Bay Buccaneers 2009
La stagione 2009 dei Tampa Bay Buccaneers è stata la 34ª della franchigia nella National Football League, la prima con Raheem Morris come capo-allenatore. La squadra mancò i playoff per il secondo anno consecutivo.
Per celebrare il trentesimo anniversario della squadra del 1979, i Buccaneers inaugurarono il loro Ring of Honor e Lee Roy Selmon fu il primo giocatore ad esservi indotto.

## Scelte nel Draft 2009

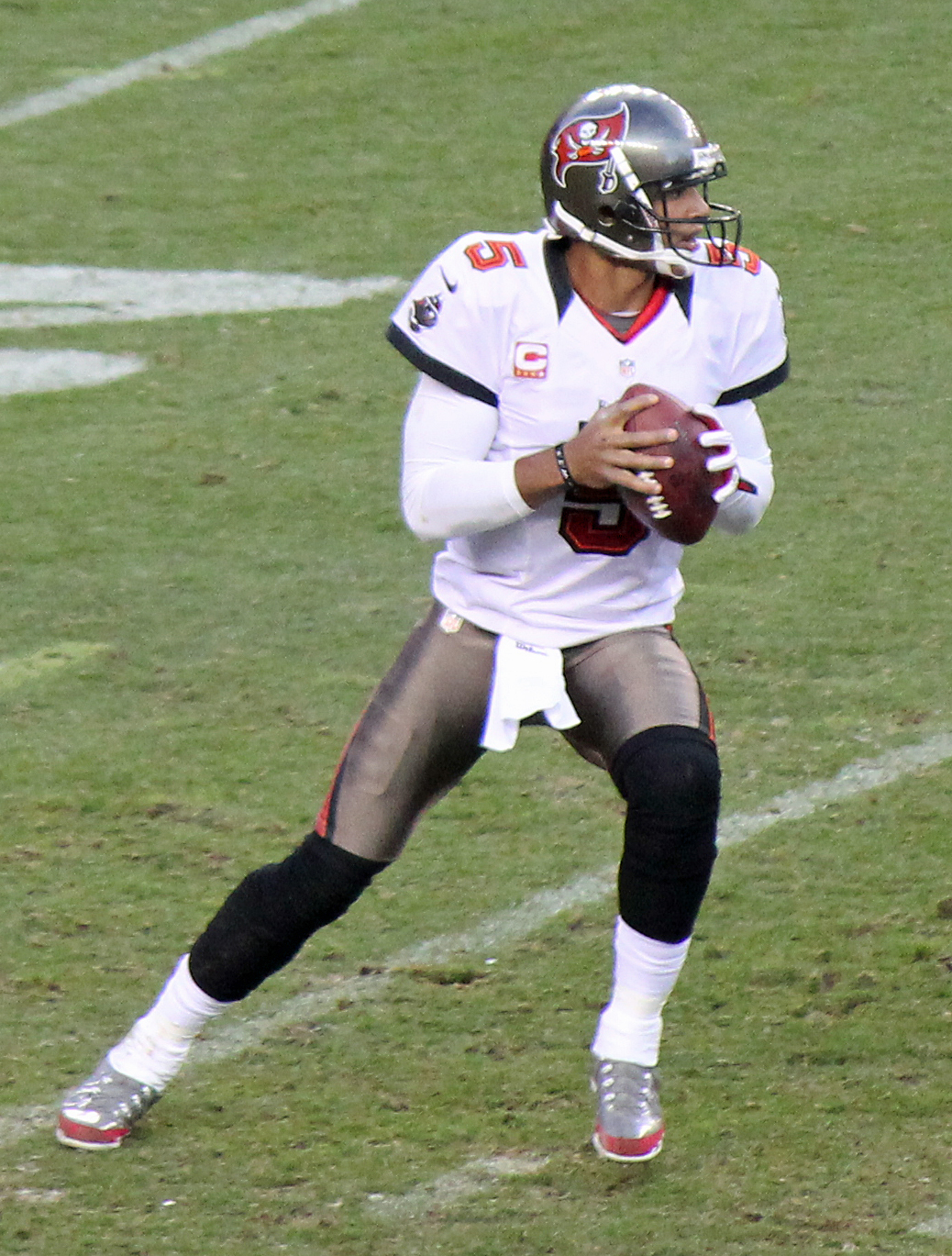
Josh Freeman fu la scelta del primo giro dei Bucs nel 2009.

| 1 | 17  | Josh Freeman             | QB                       | Kansas State             |                          |                          |
| 2 |     | Scambiata con Cleveland  | Scambiata con Cleveland  | Scambiata con Cleveland  | Scambiata con Cleveland  | Scambiata con Cleveland  |
| 3 | 81  | Roy Miller               | DT                       | Texas                    |                          |                          |
| 4 | 117 | Kyle Moore               | DE                       | USC                      |                          |                          |
| 5 | 155 | Xavier Fulton            | OL                       | Illinois                 |                          |                          |
| 6 |     | Scambiata con Chicago    | Scambiata con Chicago    | Scambiata con Chicago    | Scambiata con Chicago    | Scambiata con Chicago    |
| 7 | 217 | E.J. Biggers             | CB                       | Western Michigan         |                          |                          |
| 7 |     | Scambiata con Pittsburgh | Scambiata con Pittsburgh | Scambiata con Pittsburgh | Scambiata con Pittsburgh | Scambiata con Pittsburgh |
| 7 | 233 | Sammie Stroughter        | WR                       | Oregon State             |                          |                          |

## Calendario

### Stagione regolare
| Turno | Data               | Ora                | Avversario            | Risultato          | Risultato          | Stadio                   | TV                 | Tabellino          |                    |
| Turno | Data               | Ora                | Avversario            | Punteggio          | Record             | Stadio                   | TV                 | Tabellino          |                    |
| ----- | ------------------ | ------------------ | --------------------- | ------------------ | ------------------ | ------------------------ | ------------------ | ------------------ | ------------------ |
| 1     | 13/9               | 1:00 pm            | Dallas Cowboys        | S 21–34            | 0–1                | Raymond James Stadium    | Fox                | Recap              |                    |
| 2     | 20/9               | 4:05 pm            | @ Buffalo Bills       | S 20–33            | 0–2                | Ralph Wilson Stadium     | Fox                | Recap              |                    |
| 3     | 27/9               | 1:00 pm            | New York Giants       | S 0–24             | 0–3                | Raymond James Stadium    | Fox                | Recap              |                    |
| 4     | 4/10               | 1:00 pm            | @ Washington Redskins | S 13–16            | 0–4                | FedExField               | Fox                | Recap              |                    |
| 5     | 11/10              | 1:00 pm            | @ Philadelphia Eagles | S 14–33            | 0–5                | Lincoln Financial Field  | Fox                | Recap              |                    |
| 6     | 18/10              | 1:00 pm            | Carolina Panthers     | S 21–28            | 0–6                | Raymond James Stadium    | Fox                | Recap              |                    |
| 7     | 25/10              | 1:00 pm            | New England Patriots  | S 7–35             | 0–7                | Wembley Stadium (Londra) | CBS                | Recap              |                    |
| 8     | Settimana di pausa | Settimana di pausa | Settimana di pausa    | Settimana di pausa | Settimana di pausa | Settimana di pausa       | Settimana di pausa | Settimana di pausa | Settimana di pausa |
| 9     | 8/11               | 1:00 pm            | Green Bay Packers     | V 38–28            | 1–7                | Raymond James Stadium    | Fox                | Recap              |                    |
| 10    | 15/11              | 1:00 pm            | @ Miami Dolphins      | S 23–25            | 1–8                | LandShark Stadium        | Fox                | Recap              |                    |
| 11    | 22/11              | 1:00 pm            | New Orleans Saints    | S 7–38             | 1–9                | Raymond James Stadium    | Fox                | Recap              |                    |
| 12    | 29/11              | 1:00 pm            | @ Atlanta Falcons     | S 17–20            | 1–10               | Georgia Dome             | Fox                | Recap              |                    |
| 13    | 6/12               | 1:00 pm            | @ Carolina Panthers   | S 6–16             | 1–11               | Bank of America Stadium  | Fox                | Recap              |                    |
| 14    | 13/12              | 1:00 pm            | New York Jets         | S 3–26             | 1–12               | Raymond James Stadium    | CBS                | Recap              |                    |
| 15    | 20/12              | 4:15 pm            | @ Seattle Seahawks    | V 24–7             | 2–12               | Qwest Field              | Fox                | Recap              |                    |
| 16    | 27/12              | 1:00 pm            | @ New Orleans Saints  | V 20–17 (DTS)      | 3–12               | Louisiana Superdome      | Fox                | Recap              |                    |
| 17    | 3/1                | 1:00 pm            | Atlanta Falcons       | S 10–20            | 3–13               | Raymond James Stadium    | Fox                | Recap              |                    |

Legenda
Gli avversari della propria division sono in grassetto
     indica che la squadra ha indossato le vecchie divise arancioni in casa.
     indica che è stata una gara di International Series disputata a Londra